# Paul Günther (Politiker)
Paul Günther (* 18. November 1899 in Hückeswagen; † 30. Januar 1967) war ein deutscher Politiker und Landtagsabgeordneter der CDU.

## Leben und Beruf
Nach dem Besuch der Volksschule absolvierte er eine Schlosserausbildung und war in einer Tuchfabrik tätig. Gewerkschaftsmitglied wurde Günther 1918, Mitglied der CDU 1946. Er war Mitbegründer der CDU in Hückeswagen und in zahlreichen Parteigremien tätig.

## Abgeordneter
Am 29. August 1949 wurde er in der ersten Nachwahl in den Landtag Nordrhein-Westfalens gewählt und rückte für den verstorbenen Abgeordneten Bruno Braun nach. Bis 20. Juli 1962 war Günther Mitglied des Landtages. Er wurde jeweils im Wahlkreis 049 Oberer Rhein-Wupper-Kreis bzw. Rhein-Wupper-Kreis-Ost direkt gewählt.
Dem Stadtrat der Stadt Hückeswagen gehörte er ab 1946 an und war von 1946 bis 1954 Bürgermeister.